# Kelly-kriteriet
 Der er for få eller ingen kildehenvisninger i denne artikel, hvilket er et problem. Du kan hjælpe ved at angive troværdige kilder til de påstande, som fremføres i artiklen.

Kelly-kriteriet er et betting-begreb der er baseret på sandsynlighedsregning, navngivet efter John Larry Kelly, Jr. i 1956. Denne teori er blevet brugt hos visse professionelle gamblere med en høj gevinstrate. Ligesom alt andet gambling teorier er der begrænsninger og risiko for tab. For at anvende Kelly-kriteriet skal sandsynligheden for at hold A vinder kampen vurderes, derefter skal man gange med odds udbudt af den pågældende bookmaker og herefter skal man dividerer med (oddset udbudt-1), herefter vil formlen udregne hvor høj din indsats bør være. Overordnet anvendes Kelly kriteriet til at vurdere hvor høj ens indsats skal være i forhold til sandsynligheden for at vinde væddemålet.
Beregningsformlen er som følger:
Væddemål = (((Decimal odds × chance for at vinde) -1)) / ((Decimal odds-1)) × 100
- Væddemål: Dette vil være størrelsen på det spil, du skal bruge til at satse.
- Decimale odds: De odds, som bookmakeren i øjeblikket tilbyder, for eksempel 3,00
- Chance for at vinde (%): Dette er sandsynligheden for at vinde indsatsen.

Der findes andre former for Kelly kriteriet, såsom Half-Kelly hvor blot halvdelen af den vurderede indsats bruges i væddemålet. Risikoen for tab og chancen for gevinst minimeret med halvdelen.